# Trybliographa foveator
Trybliographa foveator är en stekelart som först beskrevs av Zetterstedt 1840.  Trybliographa foveator ingår i släktet Trybliographa, och familjen glattsteklar. Arten är reproducerande i Sverige.